# Walenty Brodowski
Walenty Brodowski herbu Łada – podsędek ziemski łomżyński w 1590/1591 roku.
Poseł na sejm 1590/1591 roku z ziemi łomżyńskiej.